# 瓦馬什拉胡山
9°31′30″S 77°23′6″W / 9.52500°S 77.38500°W

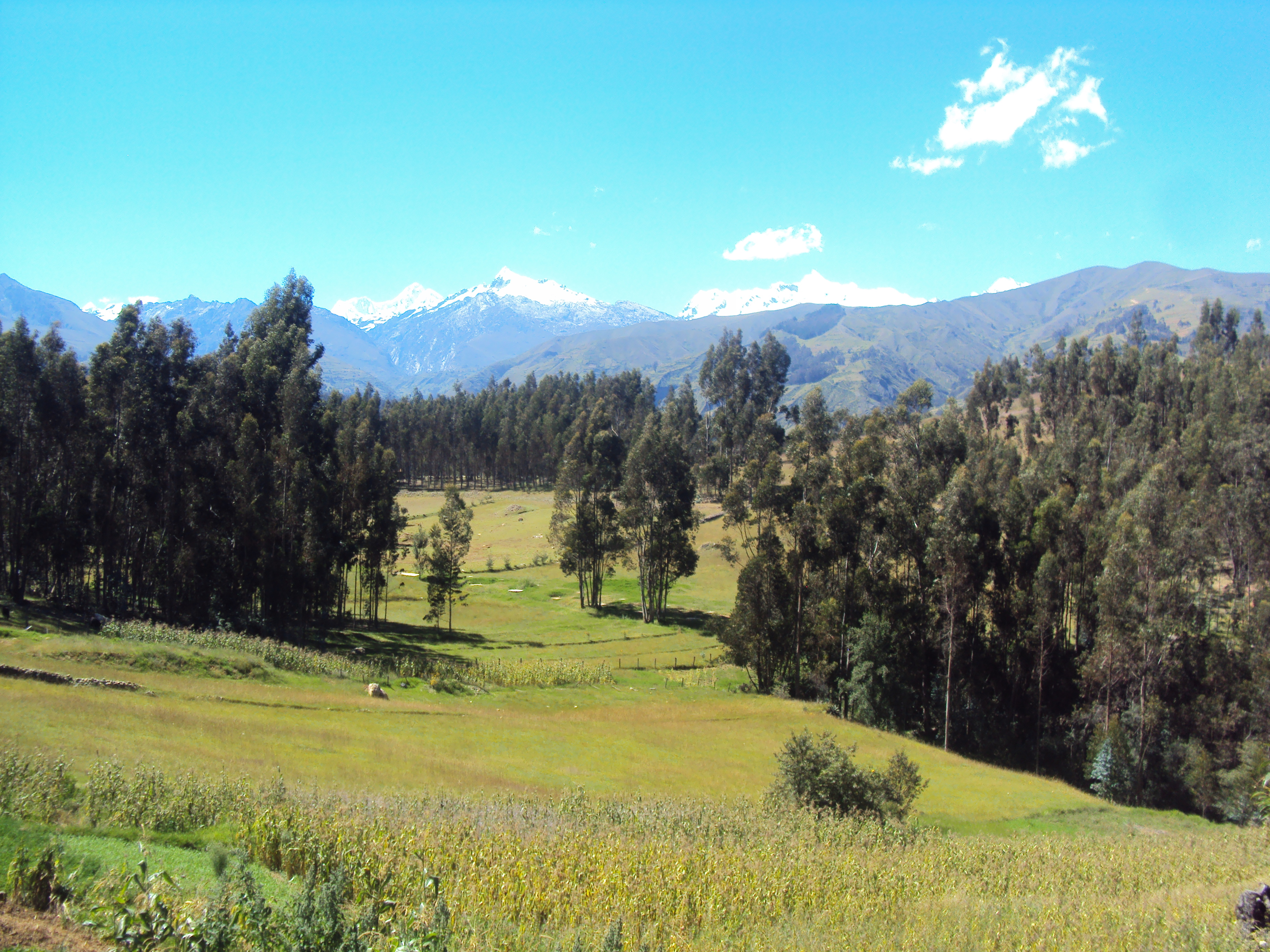

瓦馬什拉胡山（西班牙語：Huamashraju），是秘魯的山峰，位於該國北部安卡什大區的瓦拉斯省，屬於安第斯山脈中布蘭卡山脈的一部分，處於瓦拉斯以東、萬特桑山以西、沙克沙山和卡尚山西北面，海拔高度5,434米，人類在1954年首次登頂。